# محطة هانول للطاقة النووية

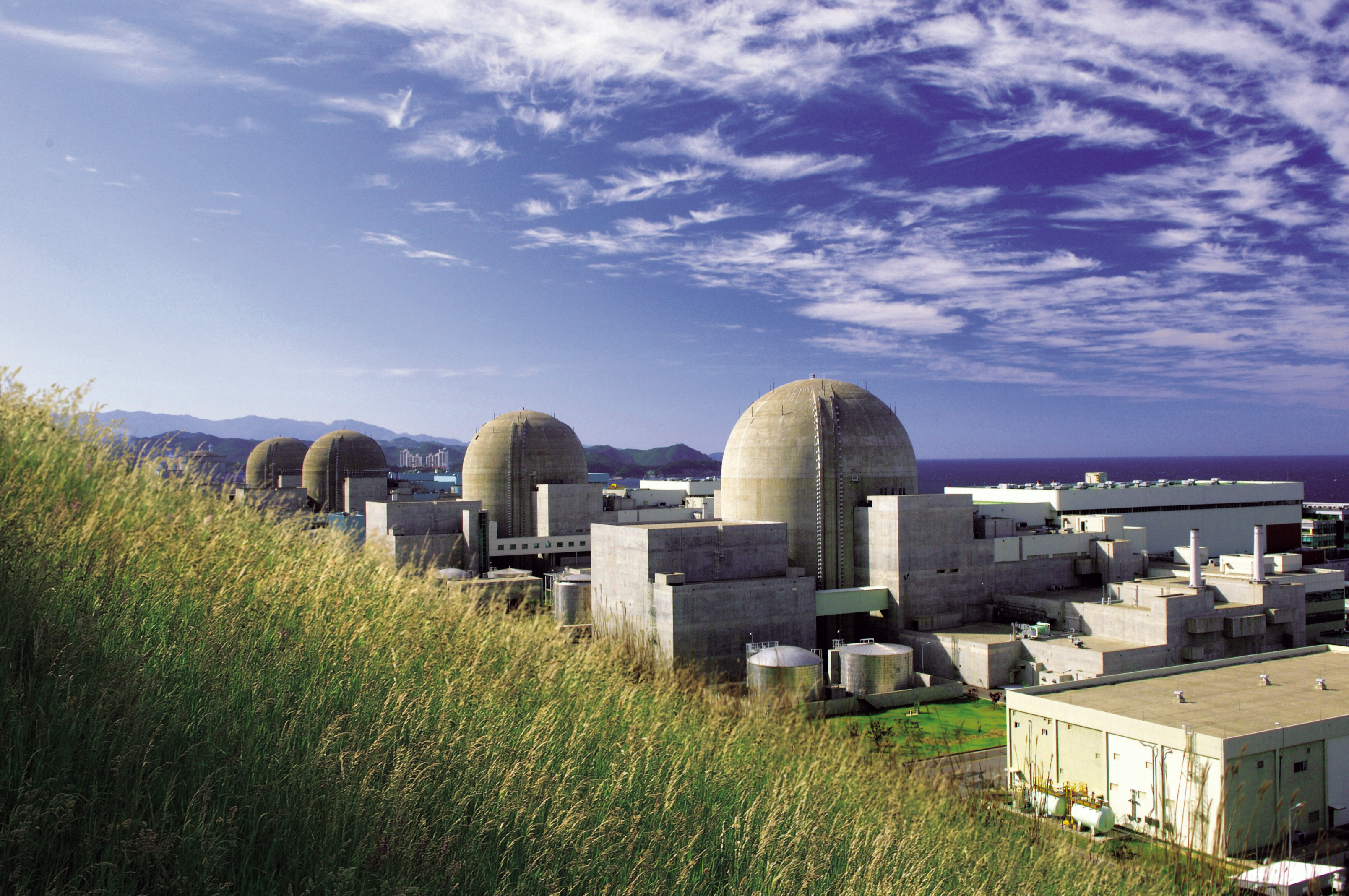
محطة هانول للطاقة النووية

محطة هانول للطاقة النووية هي محطة طاقة نووية كبيرة في مقاطعة جيونج سانج بوك دو في كوريا الجنوبية.

## نبذة
تحتوي المحطة على ستة مفاعلات بواسطة الماء المضغوط بسعة تركيبية إجمالية قدرها 5881 ميغاواط. 
دخلت الأولى بالخدمة في عام 1988 وهي ثالث أكبر محطة للطاقة النووية التشغيلية في العالم وثاني أكبر محطة في كوريا الجنوبية.

## التسمية
تم تغيير اسم المحطة من أولجين إلى هانول في عام 2013.

## تطورات
في 4 مايو 2012 تم بناء مفاعلين جديدين  باستخدام مفاعلات الطاقة المتقدمة وهو تصميم من الجيل الثالث بسعة إجمالية قدرها 1400 ميجاوات. 
أول من يستخدم هذه المكونات هي كوريا ومن المتوقع أن تكلف المفاعلات حوالي 7 تريليونات وون (6 مليارات دولار أمريكي) وتكتمل بحلول عام 2018.